# Juan Manuel Ferrari
Juan Manuel Ferrari (Montevideo 21. ožujka 1874. – Buenos Aires 31. listopada 1919.) bio je urugvajski kipar
Zajedno s ocem, kiparom Juanom Ferrarijem, studirao je u Montevideu, a 1890. otputovao je u Italiju, pod stipendijom urugvajske vlade, na studij s Ettoreom Ferrarijem u Rim dok je bio u Italiji, studirao je i na Kraljevskom institutu za lijepu umjetnost. 
Ferrari se vratio u Urugvaj 1896. godine i otvorio vlastiti studio. Kasnije se preselio u Buenos Aires kako bi se 1915. ponovno se preselio u Rim. 

## Djela
Među svojim najvrijednijim djelima ističu se: 
- Spomenik Juan Antoniju Lavalleji u Minasu (1902),.
- Spomenik Bitci na Las Piedrasu, u Las Piedrasu (1911.),.
- Spomenik oslobodilačkoj vojsci generala San Martina (1914).